# 盘尾蜂鸟
，是雨燕目蜂鸟科的一种鸟类。
盘尾蜂鸟体重约3克，翼长约42.6毫米，嘴峰长约17.6毫米，喙宽度约2毫米，喙厚度约1.7毫米，跗蹠长约4.5毫米，尾长约51.1毫米。盘尾蜂鸟在其分布区内为留鸟，其栖息在密集的高大树木组成的森林中，食性为草食性，主要食物来源是植物的花蜜。

## 亚种
- ：分布于委内瑞拉北部的沿海山区。
- ：分布于哥伦比亚至委内瑞拉西北部。
- ：分布于哥伦比亚的安第斯山脉东部。
- ：分布于哥伦比亚的安第斯山脉西部和中部。
- ：分布于厄瓜多尔的安第斯山脉地区。
- ：分布于厄瓜多尔东部和秘鲁东北部，有时也被视为单独的物种秘鲁盘尾蜂鸟。
- ：分布于秘鲁中部和南部的安第斯山脉。
- ：分布于玻利维亚的永加斯，有时也被视为单独的物种棕靴盘尾蜂鸟。[4]

如不承认以上两亚种，则盘尾蜂鸟是盘尾蜂鸟属的唯一一种。